# Seteiglesias
Seteiglesias (llamada oficialmente Santa Eufemia de Satrexas) es una parroquia y una aldea española del municipio de Monterroso, en la provincia de Lugo, Galicia.

## Otras denominaciones
La parroquia también es conocida por los nombres de San Eufemio de Satrexas y Sieteiglesias

## Organización territorial
La parroquia está formada por tres entidades de población:
- Fondevila
- O Fental
- Satrexas

## Demografía

### Parroquia
| Gráfica de evolución demográfica de Seteiglesias (parroquia) entre 2000 y 2020 |
|                                                                                |
| Datos según el nomenclátor publicado por el INE.                               |

### Aldea
| Gráfica de evolución demográfica de Satrexas (aldea) entre 2000 y 2020 |
|                                                                        |
| Datos según el nomenclátor publicado por el INE.                       |